# 立石寺 (飯田市)
立石寺（りっしゃくじ）は、長野県飯田市立石にある高野山真言宗の寺院。山号は千頭山。

## 歴史
寺伝では、857年（天安元年）に宥範阿闍梨によって開山され、甲賀三郎兼家が大檀那となり隆盛した。その頃、一夜のうちに七尺余りの青石が地中より突出したるにより、寺名を立石、寺地を立石の里とし、兼家900余の鹿を射てその供養を営むため山号を千頭山とした。
伊那谷では最古の真言宗寺院である。江戸時代には将軍徳川家光から朱印10石を受けた。
本堂は寛文7年（1667年）旗本近藤重堯によって再建された。仁王門は延宝6年（1678年）の三間一戸の八脚門で、門前には寺標と2基の石灯籠がある。鐘楼門の梵鐘は、嘉吉3年(1443年)三河国設楽郡岩倉大神宮の鐘として鋳造され、文明元年(1469年)遠江国伊那佐郡安楽寺を経て文亀元年(1501年)立石寺に移管されたが、雨乞いのために阿知川に投げ込まれたため歪んでいる。応永15年(1408年)、応永17年（1410年）銘の鰐口がある。
当寺の本尊で長野県の県宝に指定されている「木造十一面観音立像」は秘仏であり、60年に一度に開帳される。平安時代中期から後期にかけての作とされている。鎌倉時代の1263年（弘長3年）の版木にも、その姿が残されている。当地は柿の産地で、「柿観音」の別名があり、観音堂外陣には江戸の柿問屋が奉納した絵馬がある。

## 境内
- 本堂-入母屋造、瓦葺。寛文7年(1667年)再建、檀那　旗本　近藤重堯、住持　祐憲、宮大工　飯田善太郎。[1]
- 書院、庫裡-平屋建。安永7年(1778年)建立、住持　頼賢。[1]
- 蚕玉堂-明治40年(1907年)、元近藤氏陣屋内、稲荷社殿を移築。[1]
- 鐘楼門-天保11年(1840年)建立、住持　旭蓮。[1]
- 表門-文政2年(1819年)再建、住持　旭蓮。[1]
- 仁王門-延宝6年(1678年)再建、住持　祐憲。天保元年(1830年)再修造。[1]

## 文化財
- 木造十一面観音立像（長野県指定県宝 昭和63年8月18日指定）[4]
- 立石寺木造天部形立像（飯田市指定有形文化財 令和3年3月12日指定）[5]

## 画像

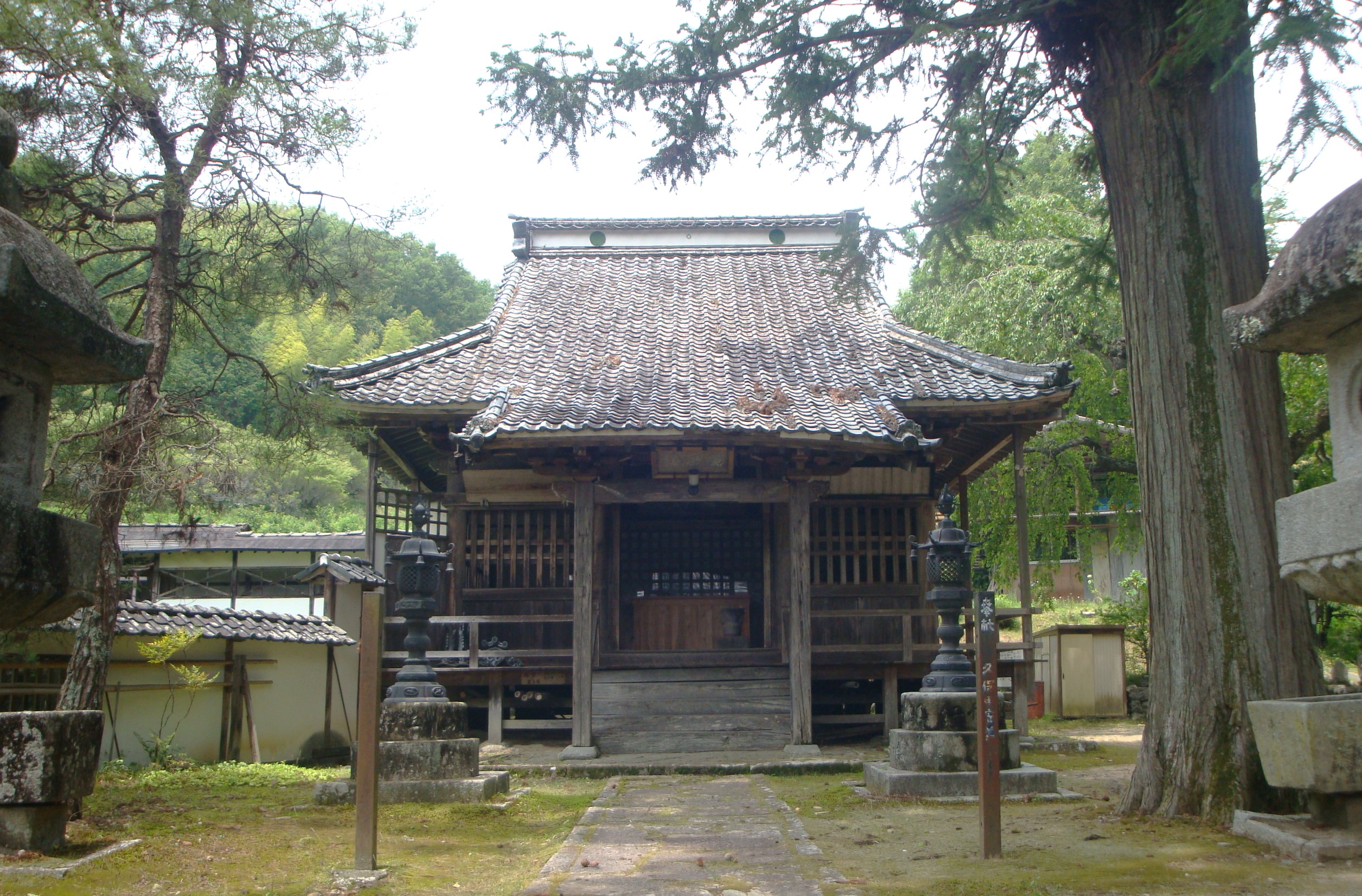
立石寺 本堂
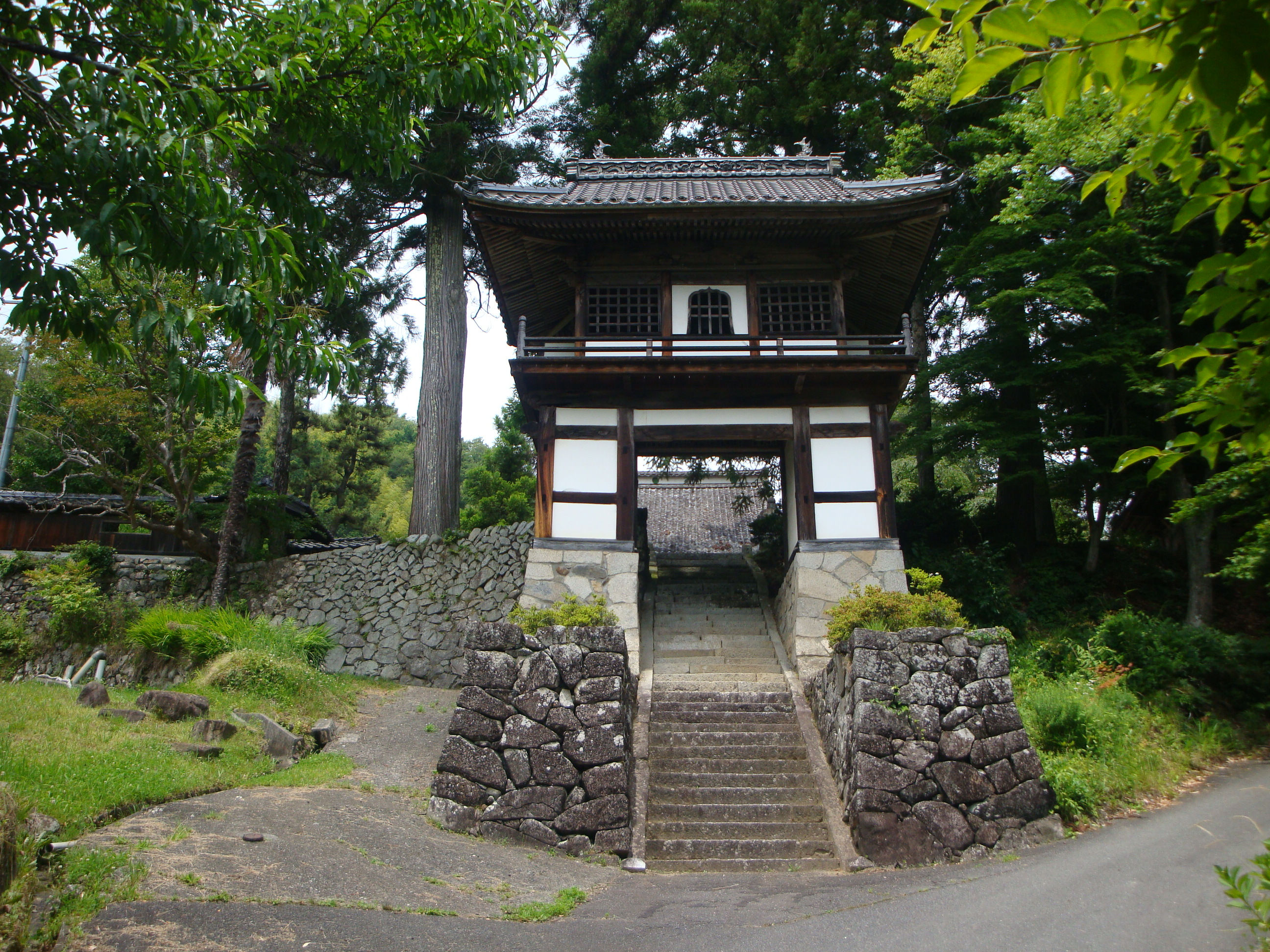
立石寺 鐘楼門
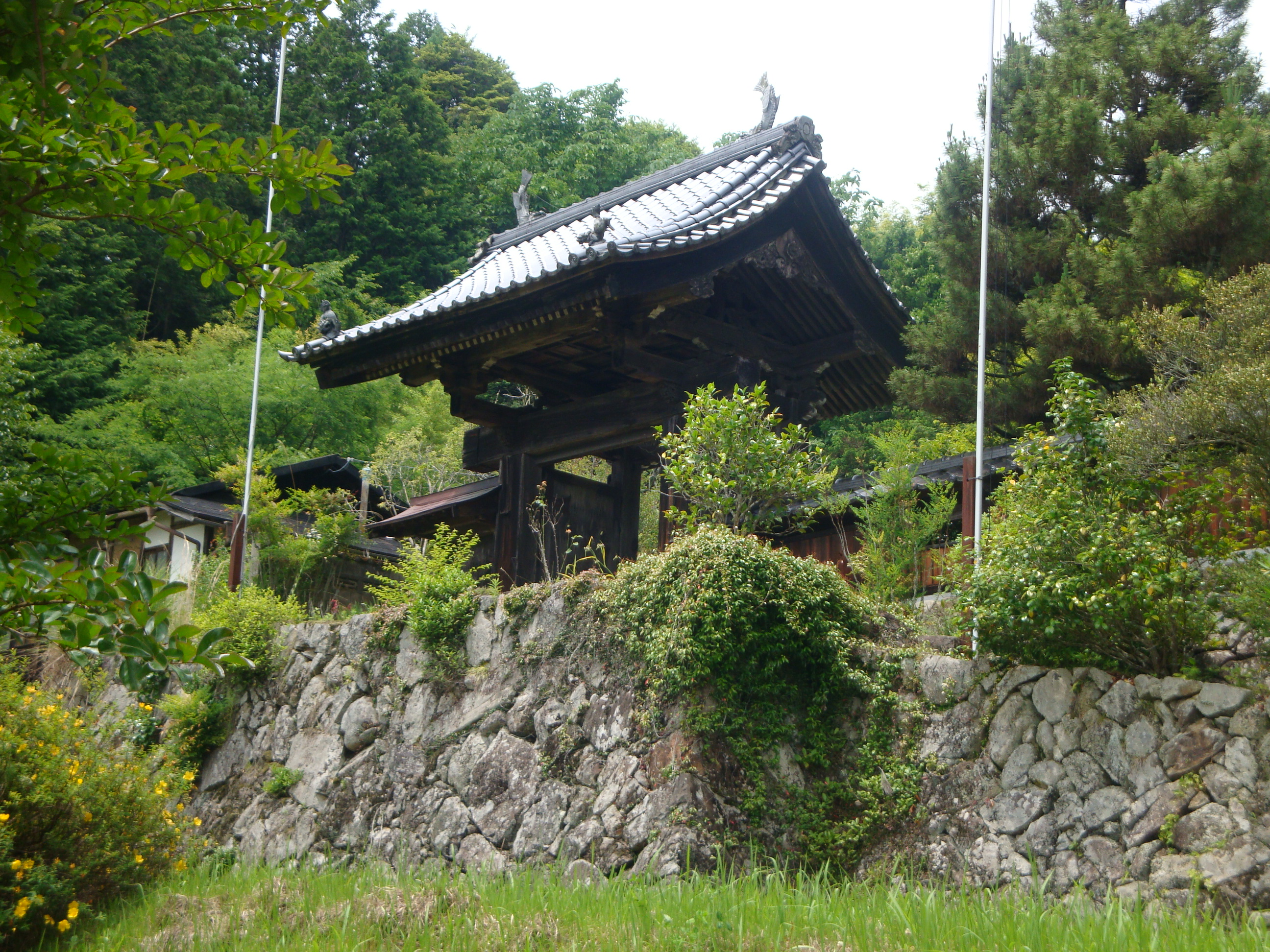
立石寺 表門
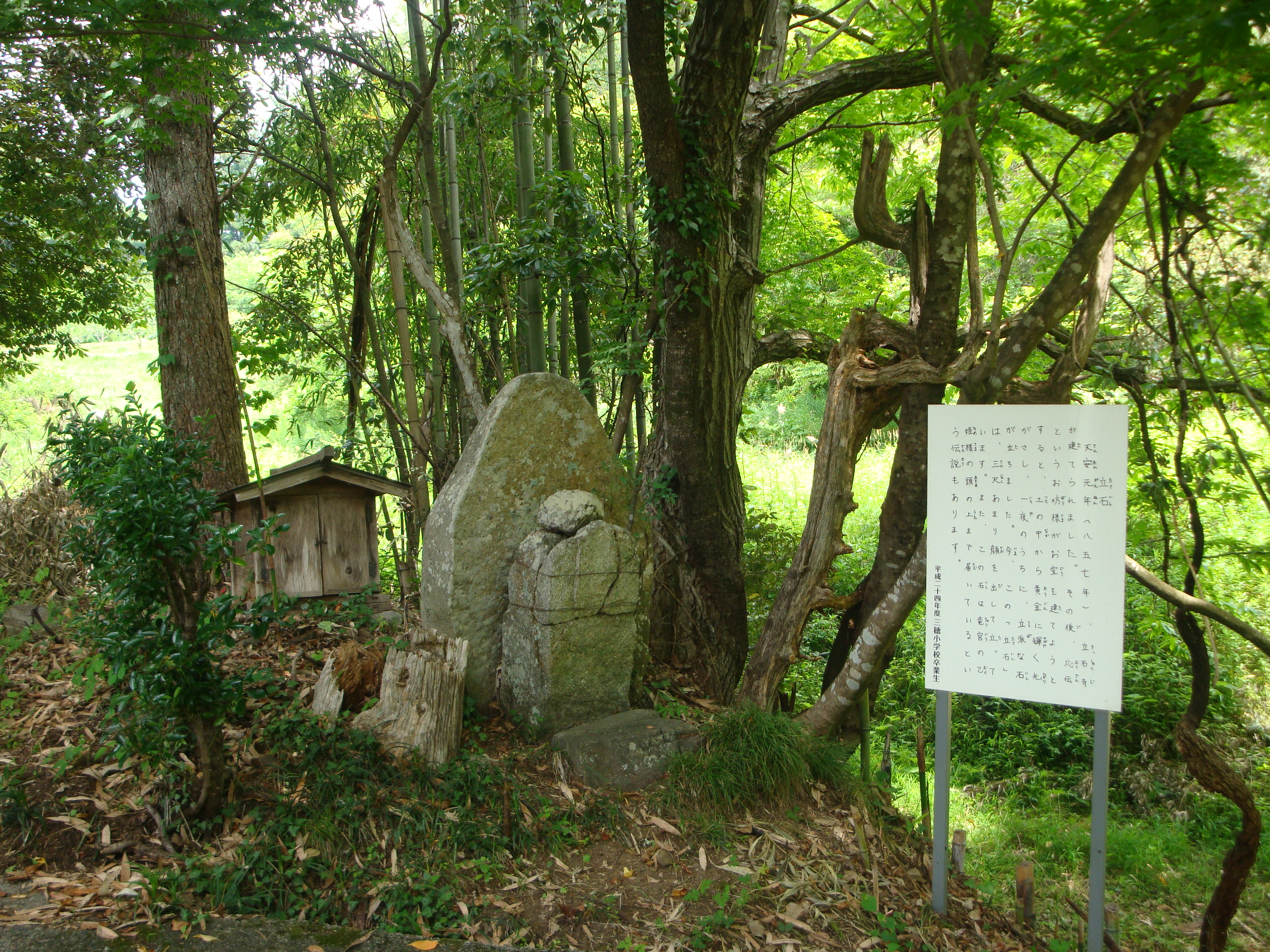
立石寺 立石

## 交通アクセス
- 天龍峡ICより車10分。